# Inchoatia
Inchoatia is een geslacht van slakken uit de  familie van de Clausiliidae.

## Soorten
De volgende soorten zijn bij het geslacht ingedeeld:
- Inchoatia haussknechti (O. Boettger, 1886)
- Inchoatia inchoata (O. Boettger, 1889)
- Inchoatia megdova (H. Nordsieck, 1974)